# Mojmira Pastorčić
Mojmira Pastorčić (Zagreb) hrvatska je novinarka, televizijska voditeljica i urednica. Najpoznatija je kao voditeljica RTL Direkta.

## Životopis
Rođena je 1982. godine u Zagrebu, a diplomirala je novinarstvo na Fakultetu političkih znanosti u Zagrebu. Pohađala je zagrebačku gimnaziju MIOC.  Otac joj se zove Mojmir te ima sestre Mariju i Uršulu.

## Karijera
Novinarsku i televizijsku karijeru je započela u 2000-ih godina na RTL-u.  Radila je kao novinarka i reportetka koja se javljala uživo s mjesta raznih događaja u RTL-ovom informativnom programu.
Krajem 2019. godine postaje voditeljica RTL-ovog večernjeg informativnog programa RTL Direkta, zamijenivši dotadašnjeg voditelja Zorana Šprajca koji je privremeno napustio emisiju zbog rada na novom projektu RTL-a Stanje nacije . Pastorčić je u travnju 2020. godine, radi pandemije koronavirusom, postala prva voditeljica u Hrvatskoj koja je informativni program vodila iz svog doma u kojem je iznimno bio postavljen studio Direkta. U rujnu 2021. godine je dobila ponudu za posao voditeljice Dnevnika na kanalu TV Una, no ponudu je odbila. U siječnju 2022. godine, Pastorčić je, odlaskom Šprajca, potpuno preuzela RTL Direkt i danas je njegova stalna voditeljica i urednica.
Pastorčić se u svom angažmanu na Direktu ističe po zalaganju za rodnu ravnopravnost te suzbijanje stereotipa i nasilja.  U travnju 2022., Direkt je vodila bez šminke u sklopu obilježavanja tzv. No Makeup dana.  U veljači 2024. godine, emisiju je vodila u ružičastoj majici kako bi obilježila Dan prevencije vršnjačkog nasilja.

### Nagrade
Pastoričić je 2021. i 2023. godine osvojila Večernjakovu ružu za televizijsku osobu godine.